# جریکو (آلاباما)
جریکو (به انگلیسی: Jericho) یک منطقهٔ مسکونی در ایالات متحده آمریکا است که در آلاباما واقع شده‌است. جریکو ۵۹٫۱۳ متر بالاتر از سطح دریا واقع شده‌است.